# Amours solitaires
Amours solitaires est une web-série française, dont la diffusion débute en 2019. 
Il s'agit d'une adaptation des ouvrages eux-mêmes tirés des publications du compte Instagram du même nom, tenu par Morgane Ortin. Produite par la société Milgram, et co-produite pour la saison 1 par plusieurs sociétés de l'audiovisuel public français dans le cadre de l'Atelier de l'Audiovisuel Public, elle est exclusivement diffusée en ligne. La saison 2 est une coproduction de Milgram, Arte France et France Télévisions.

## Format
La série compte deux saisons principales, dont les épisodes sont diffusés sur les plateformes Arte.tv, France.tv et France.tv Slash.
La saison 1, diffusée en 2019, comprend 12 épisodes d'une durée de 2 à 3 minutes chacun. Xavier Reim en est le réalisateur. Le scénario est adapté par Joris Goulenok.
La saison 2, diffusée en 2024, est déclinée en deux arches narratives distinctes mais mobilisant quelques personnages en commun. La principale est composée de 8 épisodes de 25 à 31 minutes chacun. La seconde comprend 12 épisodes de 2 à 4 minutes, diffusés dans un premier temps sur le compte Instagram de la web-série. Cette saison est réalisée par Louise Condemi. À l'écriture, Joris Goulenok est épaulé par Marguerite Pellerin.

## Histoire
La saison 1 est centrée sur la rencontre et la difficile relation entre Maud et Simon.
La saison 2 traite deux intrigues parallèles, qui se déroulent toutes les deux à Bordeaux. La principale concerne Saïd et Maëlle, anciens amoureux qui se retrouvent deux ans après le départ de Maëlle à l'étranger. La seconde est centrée sur la rencontre de Lewis, homosexuel affirmé mais insatisfait de son couple libre, et de Noa (ou Oscar), qui refoule quant à lui son orientation.
Le scénario de la saison 2 est déconnecté de celui de la première.

## Personnages

### Personnages principaux
Saison 1
- Adam Bessa : Simon
- Manika Auxire : Maud

Saison 2
- Nina Aboutajedyne : Maëlle
- Younès Boucif : Saïd
- Gaëtan Garcia : Lewis
- Marin Judas : Noa / Oscar

### Personnages secondaires
Saison 1
- Mathieu Perotto : Johnny
- Diong-Kéba Tacu : Diong
- Anaïde Rozam : Paula
- Ayumi Roux : Julie

Saison 2
- Mathilde Lamusse : Alma
- Maxence Danet-Fauvel : Raphaël
- Laurence Oltuski : Sophie
- Erwan Kepoa-Falé : Amine
- Tokou Bogui : Maxine
- Paul Scarfoglio : Pierre

## Réception critique
La série est bien reçue par la critique. Éva Roque salue un traitement « avec finesse et sans niaiserie (...) de la complexité du sentiment amoureux ». Ninon L'Hostis, pour Vogue, qui la compare à Skam, dont la version francophone diffusée de 2018 à 2023 a connu un franc succès, évoque une série qui « captive et attendrit ». Cécile Marchand-Ménard (Télérama) encense de « jeunes comédiennes et comédiens ravissants ». Eline Legiemble (Les Échos) apprécie aussi le jeu des acteurs et estime que la série traite son sujet avec « habileté et réalisme ». Julie Lassale-Slama (Libération) juge qu'Amours solitaires « sonde à merveille les récits que l’on se raconte au détriment de la réalité ».